# 修理咖啡館

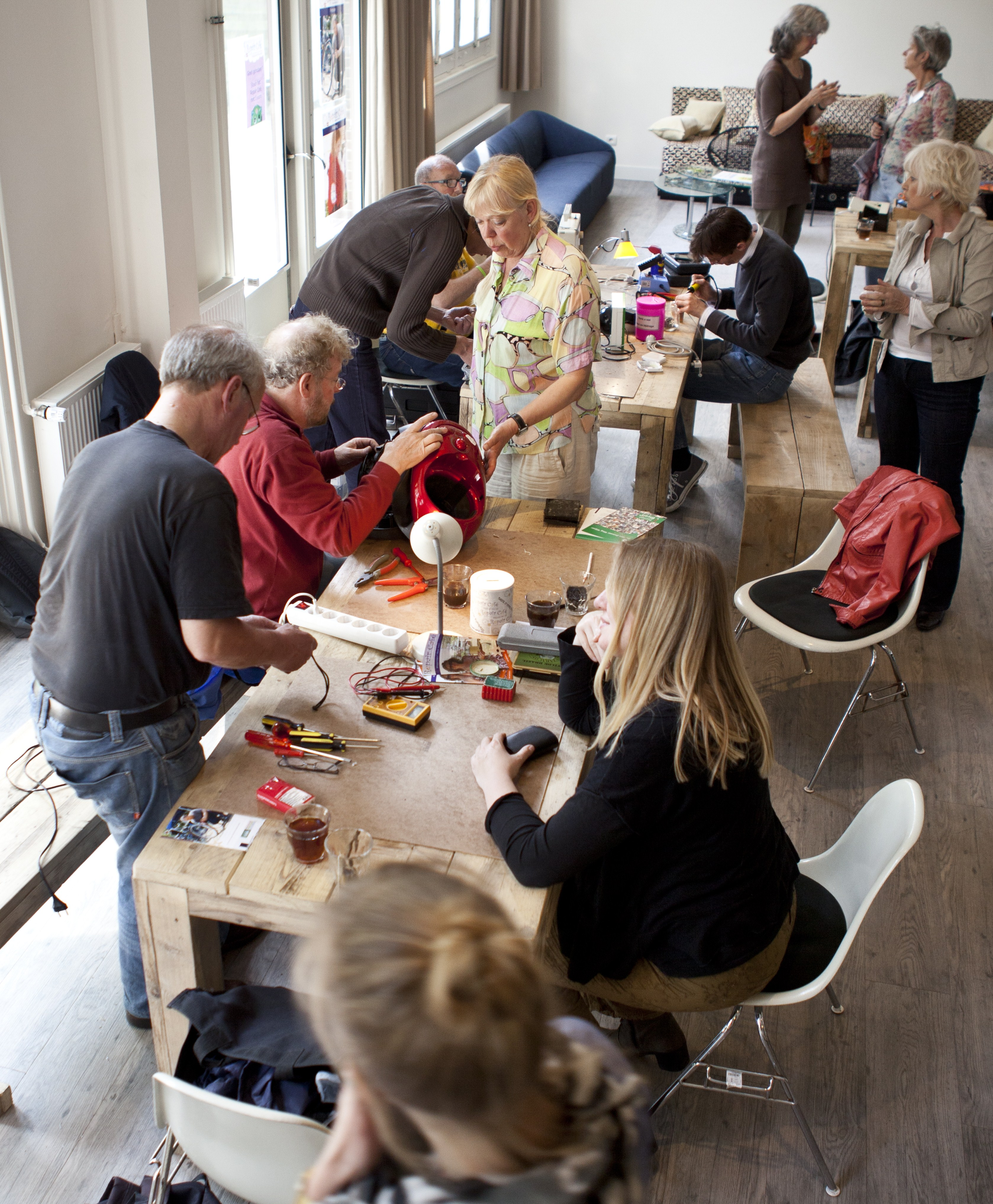
位於荷蘭阿姆斯特丹的修理咖啡館

修理咖啡館（英語：Repair Café），一種社會運動與公民集會，提供一個聚會的場所，讓擁有修復技術的人，與擁有需要修復物品的人，可以聚在一起。由志工幫助上門的顧客，修復已經損害的各種物品。在等待修復期間，顧客可以享用咖啡，進行閒聊；想學習修復技術的人，也可以到這個地方，交換技術心得，討論修復技巧。這個運動在2009年起源於荷蘭，逐步擴展到全球。其目標在於減少浪費，讓修復的技能可以傳承下去，以及保持社區居民之間的社會關係紐帶。

## 歷史
這個想法由Martine Postma在2009年提出。2009年10月18日，在西阿姆斯特丹，臨近Fine Wood Theater，開設了第一間修理咖啡館。2010年3月2日，修理咖啡館基金會成立。

## 外部連結
- Website Repair Café Nederland （页面存档备份，存于）
- Website Repair Café Belgium （页面存档备份，存于）
- Website Repair Café International （页面存档备份，存于）